# شركة الهاتف
شركة الهاتف، وتُعرف أيضًا باسم شركة الاتصالات، أو مزود خدمة الهاتف،  هي شركة توفر خدمات مثل الإتصالات الهاتفية ونقل البيانات لزبنائها. أغلب شركات الهاتف حاليا هي مزودة لخدمة الإنترنت.
كانت العديد من شركات الهاتف سابقا وكالات حكومية أو مملوكة للقطاع الخاص ولكن تنظمها الدولة. وكثيرا ما يشار إلى الوكالات الحكومية، وبخاصة في أوروبا، باسم PTTs، أي «خدمات البريد والبرق والهاتف» (بالإنجليزية: postal, telegraph and telephone services)‏. وفي الولايات المتحدة تُسمى: شركات النقل المحلية (بالإنجليزية: local exchange carriers)‏.
ومع ظهور الهواتف المحمولة، أصبحت شركات الهاتف الآن تشمل شركات الاتصالات اللاسلكية أو مشغلي شبكات الهاتف المحمول.
كما أن معظم شركات الهاتف تعمل الآن كمزودي خدمة الإنترنت (ISPs) ، وقد يختفي التمييز بين شركة الهاتف ومزود خدمة الإنترنت بالكامل مع مرور الوقت، مع استمرار الاتجاه الحالي لتقارب الموردين في تلك الصناعة.